# Ernst Becker-Sassenhof
Ernst Becker, seit 1947 Ernst Becker-Sassenhof (* 13. Dezember 1900 in Essen; † 26. November 1968 in Bremen) war ein deutscher Architekt und Vertreter des Neuen Bauens mit Tätigkeitsschwerpunkt in Bremen.

## Biografie
Ernst Becker war der Sohn eines Handelsunternehmers. Er studierte Architektur an der Technischen Hochschule München sowie an der Technischen Hochschule Hannover und schloss 1923 das Studium mit dem Staatsexamen ab. 1923/24 war er Assistent beim Leiter der Bauabteilung des Kohlekraftwerks Minden.
1924 heiratete er die Architektin Elfriede Juhl und ließ sich in deren Heimatstadt Vegesack als selbstständiger Architekt nieder. Zu seinen Planungen zählen unter anderem: 1924 das Stadttheater in Vegesack, 1926 die Strandstraße in Vegesack, wo er für seine Familie ein nicht mehr vorhandenes Wohnhaus im kubischen Stil errichtete, 1927 das noch erhaltene Bootshaus für den Ruderverein in Vegesack, 1928 die Sanierung der Dionysiuskirche in Bremerhaven, 1927/28 das Haus Grohne in Bremen-Schwachhausen, 1930 die Kapelle auf dem Vegesacker Friedhof und 1931, für den Zahnarzt das Haus Dr. Pickel, in Vegesack, Sagerstraße 26. Von 1935 bis 1937 wirkt er als Dozent am Technikum Bremen. Im Zweiten Weltkrieg war er als Architekt im besetzten Posen tätig. Ein Werk aus dieser Zeit ist der 1942 erfolgte Umbau des Rathauses von Schwaningen/Swarzędz, das um eine Etage erhöht wurde und eine zeittypische neoklassizistische Fassade erhielt.
Nach dem Krieg war er an der Neubegründung des Bundes Deutscher Architekten (BDA) in Bremen beteiligt. Beim Wiederaufbau von Bremen wirkte er in der Bahnhofsvorstadt. 1951 führte er sein Büro am Schüsselkorb in Bremen-Mitte und ab 1957 Am Wall. Seine wichtigsten Nachkriegsprojekte waren 1955 die Paul-Gerhardt-Kirche in Bremen-Blumenthal / Rönnebeck, 1957 das Wohn- und Geschäftshaus der Druckerei Pörtner an der Ecke Kapitän-Dallmann-Straße / Weserstrandstraße in Blumenthal, 1959 das Wohn- und Bürohaus für Erich Lackner, Ecke Lindenstraße / Fährgrund in Vegesack, das Kombibad in Vegesack, die Feuerwache Bremen-Aumund, 1966 die Sparkassenfiliale in Bremen-Lesum, 2012/2013 völlig umgestaltet, der Erweiterungsbau der Sparkassenfiliale in Vegesack (abgerissen) sowie 1957 der Umbau der Kapelle auf dem Vegesacker Friedhof.

## Werke
- 1922: Verkaufspavillon für Karl Kopp, Hermannstraße 14, Minden, (nicht erhalten)[6]
- 1923: Ladenumbau, Minden[6]
- 1923: Wagenschuppen, Minden[6]
- 1923: Wettbewerbsentwurf Mindener Lagerhausgesellschaft[6]
- 1923: Beamtenhaus Kohlenbergwerk Meißen, Minden, (nicht erhalten)[6]
- Entwürfe für das Kohlenbergwerk in Minden[6]
- 1923–1924: Wettbewerbsentwurf Neues Gaswerk und Fabrik, Minden, (Diplomarbeit)[6]
- 1924: Gebäude Baubüro Kurt Panzer, Viktoriastraße 51, Minden, (nicht erhalten)[6]
- 1924: Laden und Büroeinbau, Kohlenbergwerk Meissen, Minden[6]
- 1924: Entwurf Haus Wennekers, Minden, (nicht ausgeführt)[6]
- 1924: Neugestaltung Stadttheater Vegesack, Gerhard-Rohlfs-Straße (Tonhallen), nicht erhalten[6]
- 1924–1926: Mehrfamilienhaus, Gerhard-Rohlfs-Straße 62 C-F, Vegesack[6][7]
- 1925: Umbau Bauernhof Christoffersen, Lemwerder[6]
- 1926: Eigenes Wohnhaus, Strandstraße, Vegesack, (nicht erhalten)[6][8]
- 1924–1927: Sportplatzgebäude Bremen-Vegesack, Vegesacker Bahnhofsplatz 1[6][9]
- 1927: "Haus am Wasser", ehemaliges Vereinshaus des Vegesacker Rudervereins, Vegesacker Weserpromenade 2 (Strandstraße), Bremen-Vegesack[6][10][11][12][13]
- 1927: Strickhaus Harmssen, Bismarckstraße 13 (heute Sagerstraße), Vegesack[6][14]
- 1927: ehemaliges Küsterhaus der Vereinigten Evangelisch-protestantischen Kirchengemeinde Vegesack, Aumunder Heerweg.[15]
- 1927–1928: Haus Dr. Ernst Grohne, Friedrich-Mißler-Straße 35, Bremen[6][16][17]
- 1927–1929 Um- und Erweiterungsbau Lyzeum Vegesack[6]
- 1928: Um- und Erweiterungsbauten Hartmann-Stift, Gerhard-Rohlfs-Straße 48a, Vegesack[6]
- 1928–1929: Haus Realschuldirektor Dr. August Freese, Albrecht-Roth-Straße 7, Vegesack[6]
- 1929: Umbau Kirche Wulsdorf bei Bremerhaven[6]
- 1929–1930: Friedhofskapelle der Vereinigten Evangelisch-protestantischen Kirchengemeinde Vegesack, Lindenstraße 93, 1956 Umbau durch Ernst Becker[6][18]
- 1929–1930: Haus Flammann, Albrecht-Roth-Straße 8, Bremen-Vegesack[6]
- 1929–1930: Haus Enke, Bremen-Lesum[6]
- 1930: Geschäftshaus Chr. Harms, genannt "Klavier", Bismarckstraße 47 (heute Sagerstraße), Ecke Bahnhofsplatz, Bremen-Vegesack[6]
- 1931: Haus Pyszka, Weserstraße 73b, Vegesack, genannt "kleine Kaffeemühle", (nicht erhalten)[6]
- 1931: Wohnhaus und Praxis Zahnarzt Dr. Pickel, Bismarckstraße 26 (heute Sagerstraße), Vegesack[6][19]
- 1932: Haus Teichmann, Soltau[6]
- 1932: Haus Behnsen, Schneverdingen[6]
- 1936: Wochenendhaus Wend, Sprötze, am Schwimmbad[6]
- 1937–1938: Pfarrhaus und Gemeindehaus der Dionysiuskirche in Bremerhaven-Wulsdorf, Am Jedutenberg 4[6]
- 1937–1938: Um- und Erweiterungsbau Gerhard-Rohlfs-Schule, Breite Straße 1–2, Bremen-Vegesack[6]
- 1938: Gestaltung Kirchenplatz Wulsdorf, Bremerhaven[6]
- 1928–1939: Umbau der "Villa Fritze" zum "Stadthaus" (Ortsamt) Vegesack, Weserstrasse 74/75[6]
- 1938–1939: Wirtschaftsplan Vegesack[6]
- 1928–1940: Wohnhaus für Schwestern und Hauspersonal, Hartmann-Stift, Vegesack.[6] Abriss geplant 2022.
- 1939: Erweiterung Haus Dr. med. Hans Pundt, Lemwerder[6]
- 1939–1940: Haus Werner Schnieders, Albrecht-Roth-Straße 33, Bremen-Vegesack[6]
- 1939–1940: Haus Dr. Wegener, Albrecht-Roth-Straße 33, Bremen-Vegesack[6]
- 1939–1940: Haus Ahlers, Albrecht-Roth-Straße 34, Bremen-Vegesack[6]
- 1940: Wirtschaftsplan Schwerszenz (Schwaningen)[6]
- Umbau Rathaus Schwerszenz (Schwaningen)[6]
- 1942: Raum- und Flächenplan Stadt Schroda[6]
- 1942: Straßenmeisterei BUK, Verwaltungsgebäude[6]
- 1942–1943: Fabrik "Sarpa", Moschin[6]
- 1942–1944: Lehmbau-Lehrbaustelle, Posen[6]
- 1943: Heimschule Łagiewniki, Um- und Ausbau[6]
- 1944: Sägewerk Gruendel, neues Tor, Schwersenz[6]
- 1949–1950: Anbau Hartmann-Stift, Gerhard-Rohlfs-Str. 48a, Bremen-Vegesack.[6] Abriss geplant 2022.
- 1950: Packhaus Fa. Joh. Gottfried Schütte & Co., Grünenkamp, Bremen[6]
- 1950: Reihenhäuser Timmersloher Straße, Bremen-Findorff[6]
- 1951–1954: Kirche der Evangelisch-Freikirchlichen Gemeinde, Hohenlohestraße, Bremen[6]
- 1952: Haus Geschäftshaus A. Pohlmeyer & Co., Papiergroßhandlung, An der Weide 27–29, Bremen[6]
- (um) 1950: Planung für den Wiederaufbau der Bahnhofsvorstadt Bremen[6]
- 1952–1953: Haus am Wall 118 (SKF), Bremen[6]
- 1953: Wasserwerk Bremen-Nord[6]
- 1953–1954: Mehrfamilienhäuser Utbremer Straße, Bremen[6]
- 1954: Haus Lisa Bauer, Albrecht-Roth-Straße 28, Bremen-Vegesack[6]
- 1954–1955: Kirche der Evangelischen-Lutherischen Kirchengemeinde mit zwei Wohnungen, Bremen-Rönnebeck[6]
- 1955: Haus Neelmeier, Margarethenallee 15, Bremen-Nord[6]
- 1955: Anbau Hartmann-Stift, Gerhard-Rohlfs-Straße 48a, Bremen-Vegesack.[6] Abriss geplant 2022.
- 1955: Wohnhaus tom Dieck (ab 1963 Haus Duckwitz), Käthe-Kollwitz-Straße 38, Bremen-Lesum[6]
- 1955: Volksbank Bremen Nord, Gerhard-Rohlfs-Straße, Ecke Sedanplatz, Bremen-Vegesack[6]
- ca. 1955: Wohn- und Geschäftshaus Druckerei Pörtner, Kapitän-Dallmann-Straße, Bremen-Blumenthal[6]
- 1957: Umbau des alten Pastorenhauses zum Gemeindehaus der Vereinigten Evangelisch-protestantischen Kirchengemeinde Vegesack, Kirchheide 18 und Neubau eines Pastorenhauses, Aumunder Heerweg 80, Bremen-Vegesack[20]
- 1958: Haus Wittgenstein, Humboldtstraße 5, Delmenhorst[6]
- 1958–1959: Wohn- und Bürohochhaus Dr. Lackner, Lindenstraße 1a, Bremen-Fähr-Lobbendorf[6]
- 1960–1963: Schwimmbad, Fährgrund, Lindenstraße, Bremen-Vegesack[6]
- 1961: eigenes Wohnhaus, Spielleutestraße 11, Bremen-Lesum[6]
- 1961–1962: Feuer- und Rettungswache 6, Bremen-Aumund, Aumunder Feldstraße 41[6]
- 1963: Haus Windhoff, Auf dem Pasch 30, Bremen-Lesum[6]
- 1964: Silobau Früchtenicht & Co., Getreidestraße, Bremen-Gröpelingen[6]
- 1964–1965: Erweiterungsbau der Filiale der Sparkasse Bremen, Rohrstraße 31/37, Bremen-Vegesack, nicht erhalten[6]
- 1964–1965: Filiale der Sparkasse Bremen, Hindenburgstraße 63, Bremen-Lesum[6]

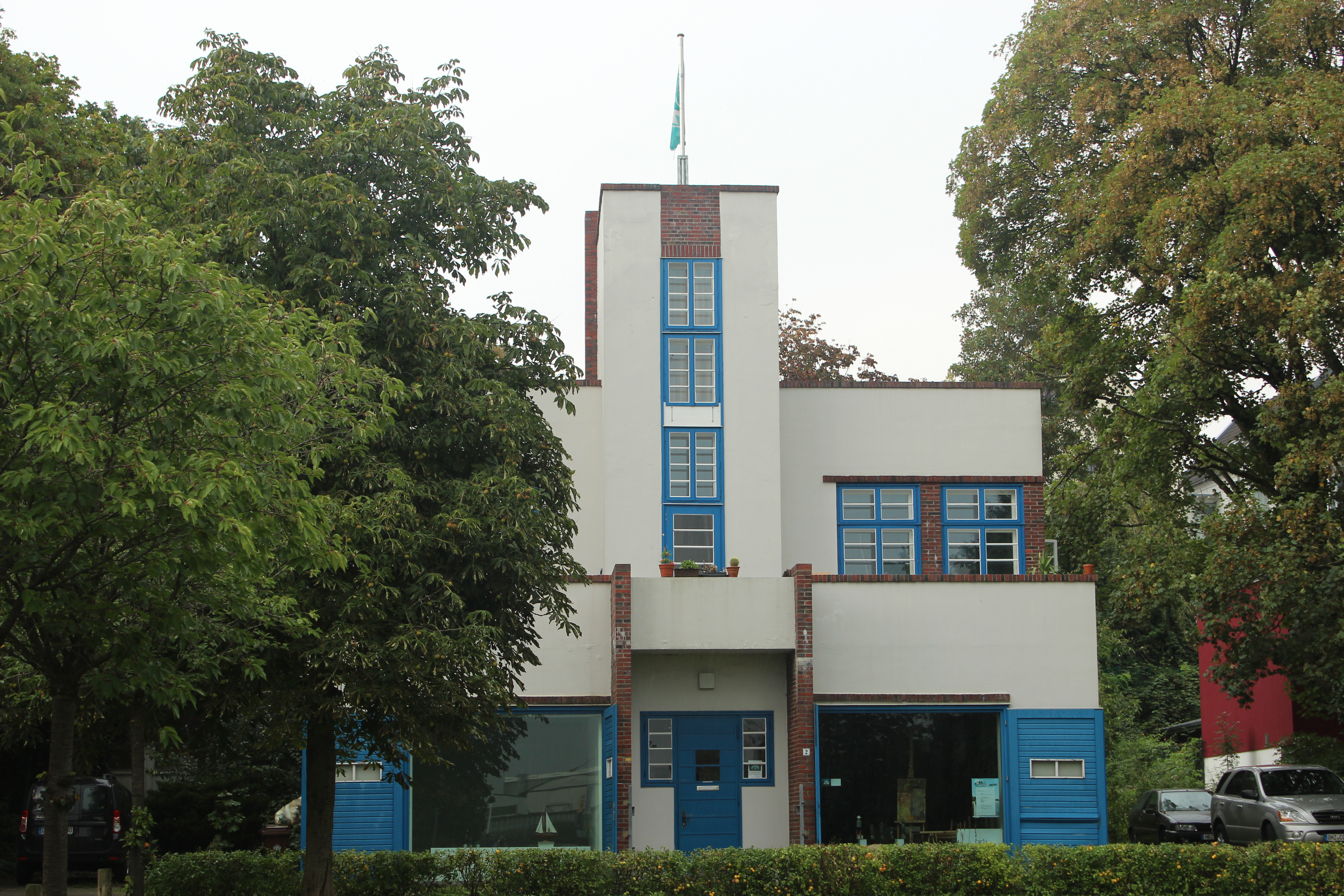
Boots- und Vereinshaus des Vegesacker Rudervereins
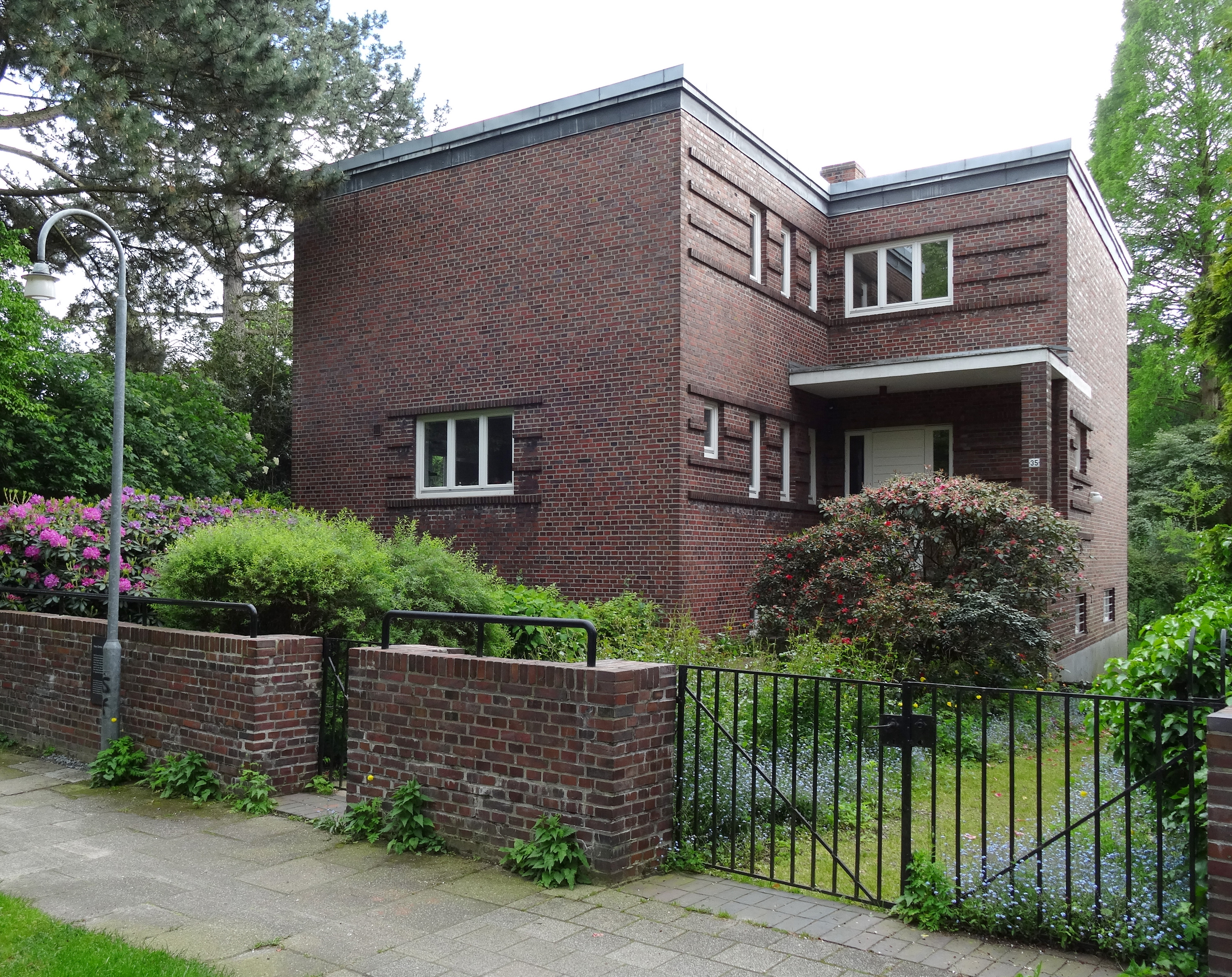
Haus Grohne
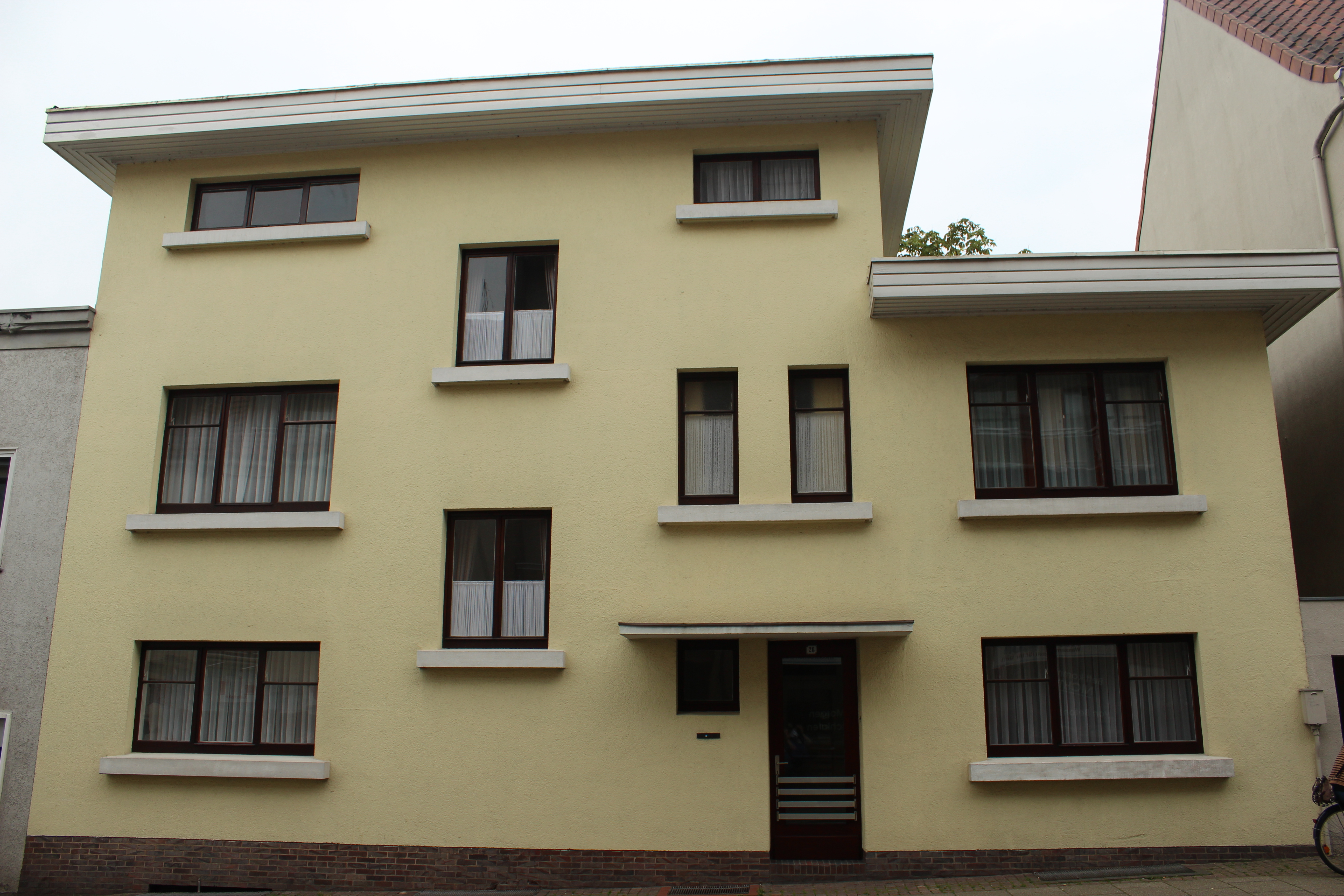
Haus Dr. Pickel
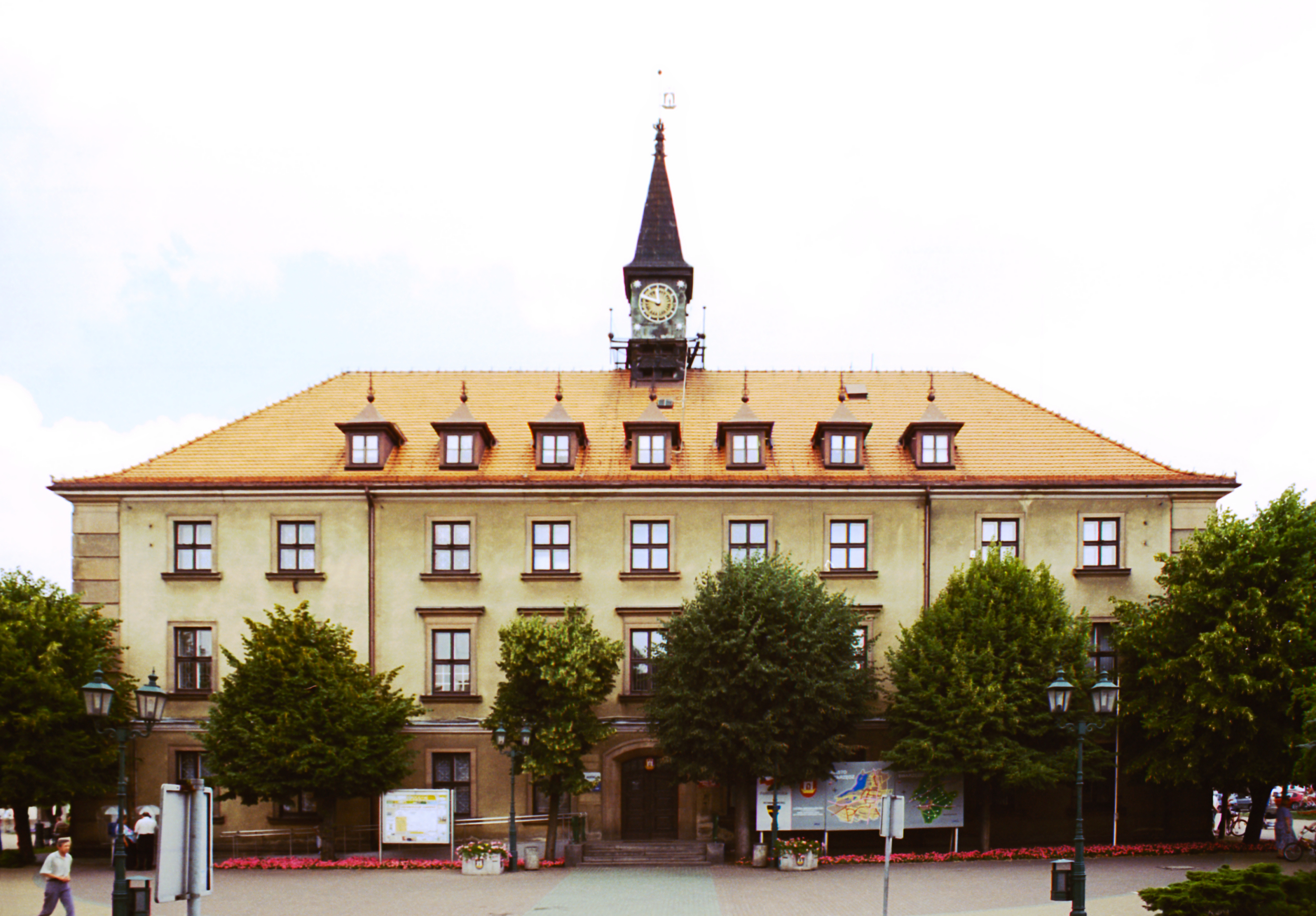
Rathaus Schwaningen
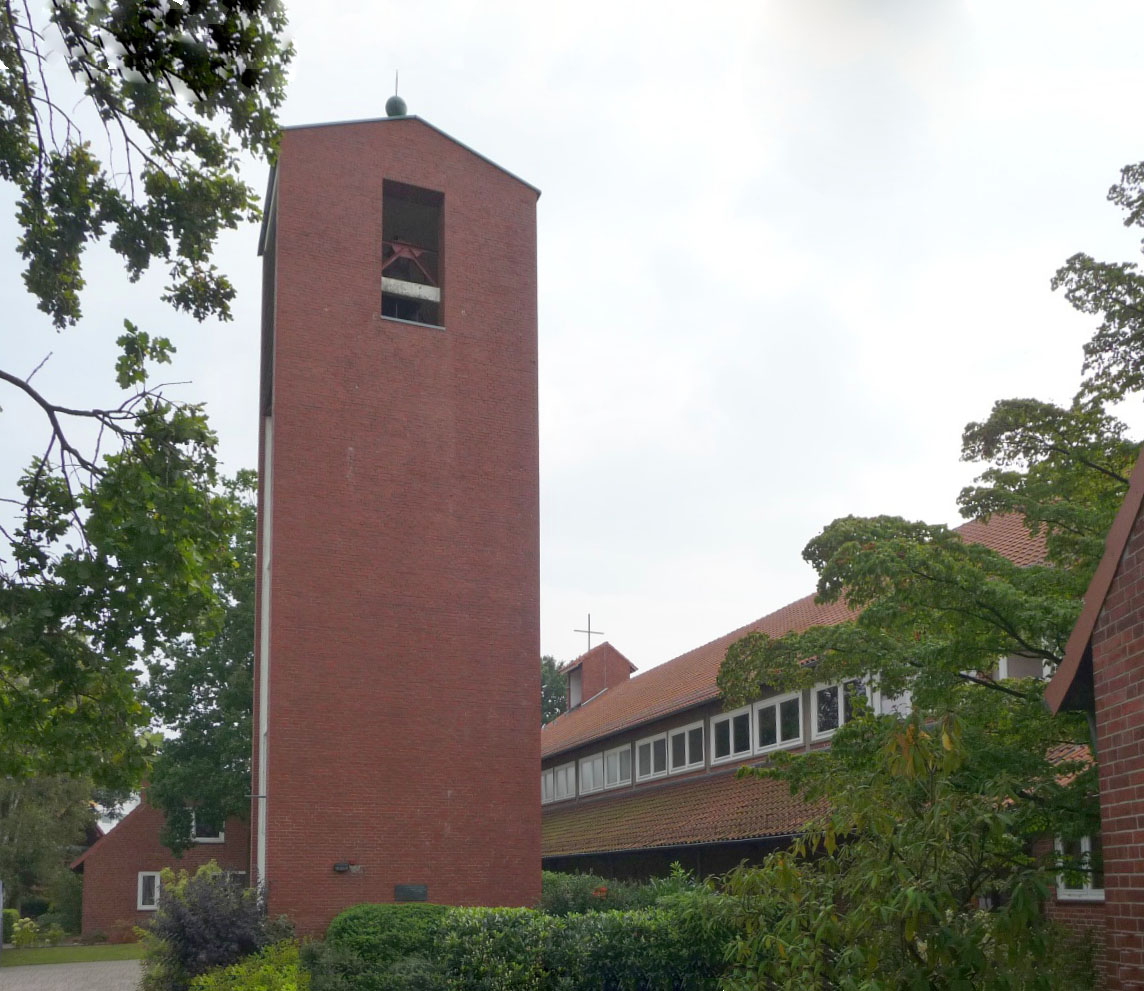
Paul-Gerhardt-Kirche